# Пэн Шучжи
Пэн Шучжи́ (кит. упр. 彭述之, пиньинь Péng Shùzhī, 1896 ― 1983) ― китайский политический деятель, троцкист.  
После победы маоистов в гражданской войне в Китае удалился в изгнание и жил во Вьетнаме, Франции и США. Его мемуары были опубликованы во Франции.

## Биография
Родился в 1896 году в уезде Синьхуа Баоцинской управы провинции Хунань (сейчас эти места находятся в составе уезда Лунхуэй городского округа Шаоян). Вступил в Социалистический союз молодёжи Китая в 1920 году, а затем был отправлен на учебу в Москву в Коммунистический университет трудящихся Востока. После возвращения в Китай в сентябре 1924 года он стал членом Центрального комитета Коммунистической партии Китая, где руководил пропагандистской работой партии и редактировал её центральный журнал во время революции 1925–1927 гг. В это время он начал жить с Чэнь Билан, на которой он позже женился. Был исключен из партии в ноябре 1929 года вместе с Чэнь Дусю за поддержку троцкизма. 
В 1949 году, накануне победы маоистов в Китае, бежал из Шанхая со своей семьей в Гонконг, а затем в Сайгон (Вьетнам) в январе 1950 года. После того, как в июне 1951 года вьетнамские агенты арестовали и убили троцкиста Лю Цзяляна, снова бежал ― в Париж, где в те годы располагалась штаб-квартира троцкистского Четвёртого интернационала. В Париже его дочь Чэн Инсян вышла замуж за французского синолога Клода Кадарта. Позже они перевели и опубликовали мемуары Пэна под названием L'envol du communisme en Chine. Пэн и его жена переехали в США в 1972 году.
Умер в Лос-Анджелесе в 1983 году. 

## Сочинения
- Peng Shu-tse, Leslie Evans: The Chinese Communist Party in Power. Pathfinder Press, 1980.
- Li Fu-jen [Frank Glass], Peng Shu-tse: Revolutionaries in Mao’s Prisons: Case of the Chinese Trotskyists. 1974.